# 소유스-5 (로켓)

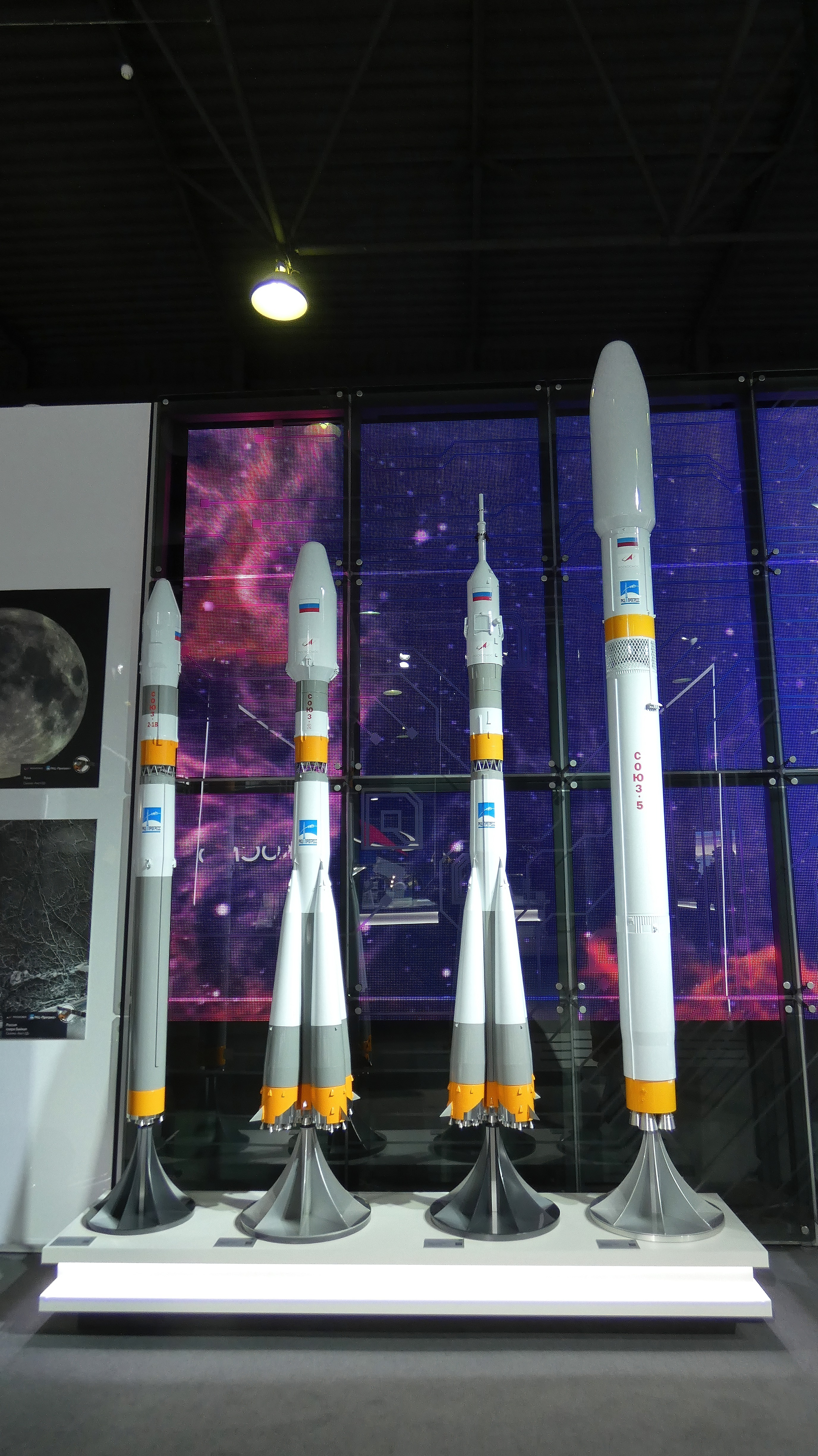
Soyuz-5는 오른쪽에 있습니다

소유스-5(Soyuz-5)는 러시아가 개발중인 우주발사체이다. 이르티시 로켓이라고도 한다.

## 역사
2016년에 제안되었다. 프로그레스사가 개발중이며, 2024년 최초발사할 계획이다. 처음에는 제니트 2호와 프로톤-M을 대체할 것이다. 미래에는 과거에 개발이 중단되었던 초대형 발사체인 에네르기아를 부활시키려고 한다. 카자흐스탄과 협력하여 바이코누르 우주 기지의 제니트 2호 발사장에서 발사될 것이다.
3단 액체연료 로켓이며, 모두 RP-1/액체산소를 사용한다. 1단은 제니트 2호의 1단과 같은 RD-171 엔진을 사용하며, 2단은 추력 30톤의 RD-0124 2개, 3단은 추력 5톤 엔진을 사용한다.

## 소유스-5 슈퍼 헤비

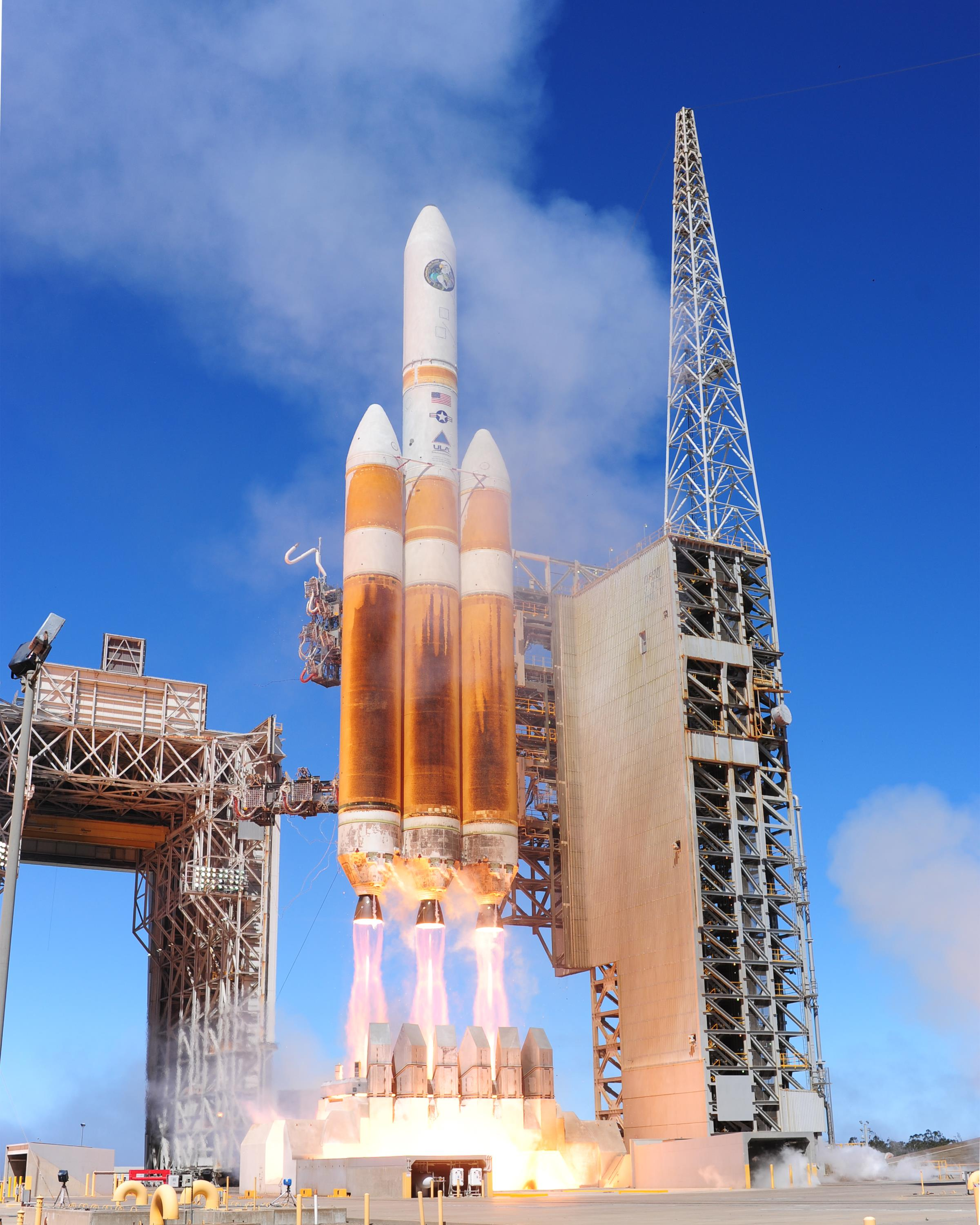
미국 델타 IV 헤비

슈퍼 헤비는 초대형 발사체라는 의미이다. 소유스-5의 1단을 좌우 양쪽에 부스터로 붙인 모델로, 바이코누르 우주 기지, 보스토치니 우주 기지에서 발사할 계획이다. 미국 델타 IV 헤비와 같은 모양이다.
2019년 1월 4일, 드미트리 로고진 러시아 연방우주공사(로스코스모스) 사장은 트위터를 통해 "2028년까지 초대형 로켓 발사체 '예니세이'를 개발하기 위한 상세한 계획표를 마련했다"고 말했다.
초기 개념에 따르면 예니세이 발사체는 3단 추진체로 1단에는 소유스-5 로켓이, 3단에는 현재 개발 중인 앙가라-5V 로켓이 사용될 것으로 알려졌다.
소유스-5 로켓 1단은 나로호 1단을 4개 묶은 것으로 추력 800톤이다. 2단은 추력 30톤 엔진 2개를 사용하는데, 역시 한국이 나로호 관련 사업으로 개발한 KRE-030 엔진 2개를 묶은 것이다. 러시아 RD-0124 엔진이다. 3단은 나로호와 관련된 앙가라 로켓 최신형의 3단을 사용하는데, 아직 러시아에서 개발중이다. 1967년부터 사용된 추력 5톤 RD-58 엔진을 개량해서, 노즐을 합성섬유로 제작할 계획이다.

## 같이 보기
- 소유스-7 (로켓)